# Charles J. McCurdy
Charles Johnson McCurdy (* 7. Dezember 1797 in Lyme, Connecticut; † 8. Juni 1891 ebenda) war ein US-amerikanischer Politiker und Diplomat. Zwischen 1847 und 1849 war er Vizegouverneur des Bundesstaates Connecticut; von 1850 bis 1852 fungierte er als Gesandter der Vereinigten Staaten im Kaiserreich Österreich.

## Werdegang
Über seine Mutter war Charles McCurdy mit den Gouverneuren Matthew Griswold, Roger Wolcott, Oliver Wolcott, Oliver Wolcott Jr. und Roger Griswold verwandt. Zwischen 1813 und 1817 absolvierte er das Yale College. Er muss auch Jura studiert haben, weil er sonst später nicht als Richter hätte arbeiten können. Politisch schloss er sich der Whig Party an. Zwischen 1827 und 1844 war er mehrfach Abgeordneter im Repräsentantenhaus von Connecticut. In den Jahren 1840, 1841 und 1844 amtierte er als dessen Präsident. Im Jahr 1832 war er auch Mitglied des Staatssenats.
1847 wurde McCurdy an der Seite von Clark Bissell zum Vizegouverneur von Connecticut gewählt. Dieses Amt bekleidete er zwischen 1847 und 1849. Dabei war er Stellvertreter des Gouverneurs und Vorsitzender des Staatssenats. Von März 1851 bis Oktober 1852 war er als Nachfolger von James Watson Webb Gesandter am österreichischen Kaiserhof in Wien. Zwischen 1855 und 1867 war er an verschiedenen Gerichten in Connecticut als Richter tätig. Danach zog er sich in den Ruhestand zurück. Er starb am 8. Juni 1891.